# Ричёвский сельсовет
Ричёвский сельсовет (бел. Рычоўскі сельсавет) — административная единица на территории Житковичского района Гомельской области Белоруссии. Административный центр — агрогородок Ричёв.

## Состав
Ричёвский сельсовет включает 7 населённых пунктов:
- Бережцы — деревня
- Ридча — деревня
- Ричёв — агрогородок
- Семурадцы — деревня
- Сторожовцы — деревня
- Хильчицы — деревня
- Хочень — деревня